# 麥勒斯·傑佛瑞
麥勒斯·傑佛瑞（英語：Myles David Jeffrey，1990年10月5日—）是美國的一位演員、製作人、配音演員、喜劇演員。他出生在加州河濱縣，曾是一位童星。